# NGC 6027c
NGC 6027c é uma galáxia espiral e parte do Sexteto de Seyfert, um grupo compacto de galáxias, na direção da constelação de Serpens.

## Reerências
1. 1 2 3 4 5 6 7 8  «NASA/IPAC Extragalactic Database». Results for NGC 6027c. Consultado em 17 de abril de 2007